# Abigail Morrison
Abigail Morrison (* 1976 in Oxford) ist eine britische Physikerin und Neurowissenschaftlerin am Forschungszentrum Jülich. Sie ist seit 2020 Professorin an der RWTH Aachen. Ihr Lehr- und Forschungsgebiet ist Neural Computation.

## Ausbildung und Forschung
Abigail Morrison studierte ab 1995 Physik und Philosophie am King’s College in London. Zwei Jahre später, 1997, wechselte sie an die Georg-August-Universität Göttingen zum Studium der Physik und Informatik. Im Jahr 2000 ging sie nach Edinburgh in Schottland, wo sie zusätzlich das Fach Künstliche Intelligenz studierte und 2001 ihren Master absolvierte. Nach dem Ende ihres Studiums ging sie zurück nach Göttingen, diesmal an das Max-Planck-Institut für Dynamik und Selbstorganisation, wo sie ihren Doktorvater Markus Diesmann kennen lernte. Diesmann brachte sie mit der von ihm und einem weiteren Kollegen entwickelten Open Source Neural Simulationssoftware NEST in Kontakt.
Ihre Doktorarbeit beendete Morrison 2006 an der Albert-Ludwigs-Universität Freiburg, an der sie im Anschluss ein Jahr als Postdoc tätig war. Danach ging sie für drei Jahre nach Japan, ans RIKEN Brain Science Institute in Wakō, wo Diesmann eine neue Forschungsgruppe etabliert hatte. Ende 2009 erhielt sie eine Juniorprofessur und die Leitung einer Forschungsgruppe am Bernstein Center for Computational Neuroscience übertragen und kam zurück nach Freiburg.
2012 wechselte sie nach Jülich und übernahm die Leitung der Gruppe Computation in Neural Circuits im Institut INM-6 des Forschungszentrums Jülich. Im selben Jahr erhielt sie eine Professur an der Ruhr-Universität Bochum im Institut für Kognitive Neurowissenschaft, die sie bis 2020 hielt. Ein Jahr später startete das Simulation and Data Lab SDL Neuroscience am Jülich Supercomputing Centre unter der Leitung von Morrison.
2020 wurde sie Professorin in Computer Science an der RWTH Aachen.

## Forschungsschwerpunkte
Morrisons Forschungsgruppe in Jülich untersucht Modelle kognitiver Funktionen mit besonderem Fokus auf Lernen und Gedächtnis. Ausgehend von Annahmen über die Rechenfunktion von neuronalen Netzen wendet die Gruppe einen Top-down Ansatz an, um Modelle von Gepulsten neuronalen Netzen (kurz: SNN, Spiking Neural Networks) zu entwickeln, wodurch die Bedingungen wie Struktur, Dynamik, neuronale Morphologie und synaptische Plastizität zur Realisierung der fraglichen Funktion aufgeklärt werden. Eine natürliche Erweiterung solcher Untersuchungen ist die Übertragung neuronaler Computerprinzipien auf Maschinelles Lernen und Paradigmen des Neuromorphic Computing. Einen Nebenschwerpunkt der Gruppe bildet die Entwicklung von Simulationstechnologie für Hochleistungsrechner, wie die Simulationssoftware NEST.
Ihre Forschungsinteressen umfassen Lernen, Repräsentation und Berechnung in gepulsten neuronalen Netzen, Dynamik und Berechnung bei neurodegenerativen Erkrankungen sowie Hochleistungssimulationstechnologien.

## Mitgliedschaften
- im Lenkungsausschuss der Simulationssoftware NEST
- Leiterin der Task Spiking Network Level Description im Human Brain Project – Work Package 5[10]
- seit 2022: Mitglied in JARA Center for Simulation and Data Sciences[11] und in seinem Direktorium[12]

## Publikationen (Auswahl)

### Beiträge in Fachzeitschriften
- mit Carsten Mehring, Theo Geisel, Ad Aertsen, Markus Diesmann: Advancing the boundaries of high connectivity network simulation with distributed computing. In: Neural Comput. Band 17, Nr. 8, August 2005. doi:10.1162/0899766054026648, S. 1776–1801.
- mit Sirko Straube, Hans Ekkehard Plesser, Markus Diesmann: Exact subthreshold integration with continuous spike times in discrete time neural network simulations. In: Neural Comput. Band 19, Nr. 1, Januar 2007. doi:10.1162/neco.2007.19.1.47, S. 47–79.
- mit Ad Aertsen, Markus Diesmann: Spike-time dependent plasticity in balanced random networks. In: Neural Comput. Band 19, Nr. 6, Juni 2007. doi:10.1162/neco.2007.19.6.1437, S. 1437–1467.
- mit Wiebke Potjans, Markus Diesmann: A spiking neural network model of an actor-critic learning agent. In: Neural Comput. Band 21, Nr. 2, Februar 2009, doi:10.1162/neco.2008.08-07-593, S. 353–359.
- mit Wiebke Potjans, Markus Diesmann: An imperfect dopaminergic error signal can drive temporal-difference learning. In: PLoS Comput. Biol. Band 7, Nr. 5, Mai 2011. doi:10.1371/journal.pcbi.1001133.
- mit Susanne Kunkel, Tobias C. Potjans, Jochen M. Eppler, Hans Ekkehard Plesser, Markus Diesmann: Meeting the memory challenges of brain-scale network simulation. In: Front. Neuroinform. Band 5, Nr. 35, Januar 2012. doi:10.3389/fninf.2011.00035.
- mit Susanne Kunkel, Maximilian Schmidt, Jochen M. Eppler, Hans Ekkehard Plesser, Gen Masumoto, Jun Igarashi, Shin Ishii, Tomoki Fukai, Markus Diesmann, Moritz Helias: Spiking network simulation code for petascale computers. In: Front. Neuroinform. Band 8, Nr. 78, Oktober 2014. doi:10.3389/fninf.2014.00078.
- mit Renato Duarte: Leveraging heterogeneity for neural computation with fading memory in layer 2/3 cortical microcircuits. In: PLoS Comput. Biol. Band 15, Nr. 4, April 2019. doi:10.1371/journal.pcbi.1006781.
- mit Claudia Bachmann, Tom Tetzlaff, Renato Duarte: Firing rate homeostasis counteracts changes in stability of recurrent neural networks caused by synapse loss in Alzheimer’s disease. In: PLoS Comput. Biol. Band 16, Nr. 8, August 2020. doi:10.1371/journal.pcbi.1007790.

### Beiträge in Anthologien
- mit Hans Ekkehard Plesser, Jochen M. Eppler, Markus Diesmann, Marc-Oliver Gewaltig: Efficient parallel simulation of large-scale neuronal networks on clusters of multiprocessor computers. In: Anne-Marie Kermarrec, Luc Bougé, Thierry Priol (Hrsg.): Euro-Par 2007. Parallel Processing: 13th International Euro-Par Conference, Rennes, France, August 28-31, 2007. Proceedings. Reihe: Lecture Notes in Computer Science. Band 4641. Springer Verlag, Berlin und Heidelberg 2007, doi:10.1007/978-3-540-74466-5_71, ISBN 978-3-540-74465-8, S. 672–681.
- mit Susanne Kunkel, Moritz Helias, Tobias C. Potjans, Jochen M. Eppler, Hans Ekkehard Plesser, Markus Diesmann: Memory consumption of neuronal network simulators at the brain scale. In: Kurt Binder, Gernot Münster, Manfred Kremer (Hrsg.): NIC Symposium 2012. NIC Series, Band 45, Februar 2012. Jülich, Forschungszentrum Jülich. ISBN 978-3-89336-758-0, S. 81–88.
- mit Sacha J. van Albada, Susanne Kunkel, Markus Diesmann: Integrating Brain Structure and Dynamics on Supercomputers. In: Lucio Grandinetti, Thomas Lippert, Nicolai Petkov (Hrsg.): Brain-Inspired Computing. International Workshop, BrainComp 2013, Cetraro, Italy, July 8–11, 2013. Revised Selected Papers. Reihe: Lecture Notes in Computer Science. Band 8603. Springer, Cham 2014, doi:10.1007/978-3-319-12084-3_3, ISBN 978-3-319-12083-6, S. 22–32.